# Inferno (album d'Entombed)
Pour les articles homonymes, voir Inferno.
Albums de Entombed
Morning Star
(2002) Serpent Saints: The Ten Amendments
(2007)
Inferno est le huitième album studio du groupe de death metal suédois Entombed. L'album est sorti en août 2003 sous le label Music for Nations.
Il s'éloigne du côté plus death metal et death 'n' roll du groupe et privilégie une orientation plus stoner rock, déjà aperçue sur Same Difference.
C'est le dernier album du groupe enregistré avec le batteur Peter Stjärnvind.

## Musiciens
- Lars Göran Petrov - chant
- Uffe Cederlund - guitare
- Alex Hellid - guitare
- Jörgen Sandström - basse
- Peter Stjärnvind - batterie

## Liste des morceaux
1. Retaliation - 3:55
2. The Fix Is In - 3:15
3. Incinerator - 3:00
4. Children of the Underworld - 4:04
5. That's When I Became a Satanist - 3:02
6. Nobodaddy - 3:01
7. Intermission - 2:10
8. Young & Dead - 3:05
9. Descent Into Inferno - 4:45
10. Public Burning - 3:41
11. Flexing Muscles - 4:00
12. Skeleton of Steel - 3:07
13. Night for Day - 4:48